# José Santos Guardiola
Pour les articles homonymes, voir Guardiola et Bustillo.
José Santos Guardiola Bustillo, né le 1er novembre 1816 à Tegucigalpa et mort le 11 janvier 1862 à Comayagua, est un général et homme politique hondurien. Il est président du Honduras pour deux mandats successifs du 17 février 1856 à sa mort. 

## Biographie
Il est élu par le Congrès pour le premier mandat après le renversement de Trinidad Cabañas et par la voie électorale le 7 février 1860 pour le second, interrompu avant son terme.
Son administration est l’une des plus libérales de l’histoire hondurienne, malgré son appartenance au Parti conservateur. Son gouvernement a accordé la liberté de la presse, du droit de vote et de la libre circulation ; elle respectait et garantissait la liberté individuelle et régularisait les relations entre l’Église et l’État. Il s’est opposé à Francisco Morazán dans le conflit sur l’opportunité d’avoir un État d’Amérique centrale.
Ses bonnes relations avec les Britanniques contribuent à faciliter le retour de la gouvernance au Honduras des îles de la Baie et de la Côte des Mosquitos. Il conclut un accord avec la reine Victoria par lequel la Grande-Bretagne reconnait la souveraineté hondurienne sur les territoires susmentionnés (le traité de Wyke-Cruz) tant que les habitants des îles bénéficiaient de la liberté de culte. Il lutte contre William Walker, qui organise plusieurs expéditions militaires privées au Mexique et en Amérique centrale avec l’intention de rétablir l’esclavage et de s’emparer de toute l’Amérique centrale.

## Source
- (en) Cet article est partiellement ou en totalité issu de l’article de Wikipédia en anglais intitulé « José Santos Guardiola » (voir la liste des auteurs).